# Detlef Müller (Fußballspieler, 1955)
Detlef Müller (* 28. September 1955 in Cottbus; † 21. Januar 2016 ebenda) war ein deutscher Fußballspieler in der Abwehr. Er spielte für die BSG Energie Cottbus in der DDR-Oberliga.

## Karriere
Müller spielte in seiner Jugend von 1966 bis 1969 bei seinem Heimatverein BSG Lok RAW Cottbus. Danach wechselte er in die Jugendabteilung der BSG Energie Cottbus und schließlich in die erste Mannschaft. Bevor er für Energie  in der zweitklassigen DDR-Liga in der Saison 1977/78 auf zehn Punktspieleinsätze kam, hatte er während seines Wehrdienstes bei der 2. Mannschaft des BFC Dynamo bereits 25 DDR-Liga-Spiele absolviert und auch drei Tore erzielt. Sein DDR-Liga-Debüt für Cottbus feierte Müller am 2. Oktober 1977 beim 1:1-Unentschieden gegen die ASG Vorwärts Plauen. In der folgenden Spielzeit absolvierte er kein Spiel. 1979/80 gelangen Müller drei Tore in elf Ligaspielen, 1980/81 kam er nur auf drei Einsätze und ein Tor, stieg aber dennoch mit Cottbus auf. In der Oberligasaison 1981/82 debütierte er am 14. Oktober 1981, als er am 7. Spieltag bei der 3:0-Niederlage gegen den 1. FC Magdeburg in der 65. Spielminute für Hagen Wellschmidt eingewechselt wurde. Dies blieb sein einziges Spiel in der höchsten Liga der DDR. Nach der Saison wechselte Müller zur BSG Lokomotive Cottbus, bei der er bis 1984 blieb. Anschließend ging er zur BSG Aktivist Dissenchen, bevor er 1986 wieder zu seinem Jugendverein BSG Lok RAW Cottbus wechselte.
Von 1997 bis 1998 wirkte Müller als Cheftrainer beim SV Wacker 09 Cottbus-Ströbitz. Anschließend war er bis 2000 Spielertrainer und von 2004 bis 2005 Cheftrainer beim SV Fichte Kunersdorf. Dazwischen hatte Müller noch die Frauenmannschaft des FC Energie Cottbus trainiert.